# Siettitia
Siettitia là một chi bọ cánh cứng trong họ Dytiscidae.
Chi này được Abeille de Perrin miêu tả khoa học năm 1904.

## Các loài
Chi này gồm các loài:
- Siettitia avenionensis Guignot, 1925
- Siettitia balsetensis Abeille de Perrin, 1904